# 囚人
囚人（しゅうじん）とは、主として受刑者、被疑者、被告人など、刑事施設に収容されている者を指す俗称である。かつては刑法第97条で「既決、未決ノ囚人」という語が用いられていたが、1995年（平成7年）の「刑法の一部を改正する法律」により、「囚人」の語は廃止された。

## 待遇
刑事事件によって捕まった囚人は往々にして共通の囚人服を着せられる。また、時代によっては奉行所や主人などの管理者がわかるように焼印や入れ墨によってヒューマン・ブランディングが行われた。この印を隠すために入れ墨を行うものがいたため、ヒューマン・ブランディングを行わなくなった時代に至っても入れ墨を入れる人間に対しての偏見が残っている。
- 強制収容所
- 労働改造所
- 刑務所、拘置所、居房、伝馬町牢屋敷
- 脱獄

江戸時代
どの奉行所で裁かれたかわかるように入れ墨が入れられたことと、その一覧が徳川幕府刑事図譜に残されている。また、拘留施設は、大番屋と呼ばれる。当時の様子は、あまり資料として残っていないが、徳川幕府刑事図譜には「お縄につく」という表現にあるように縄で縛られている様子が描かれている。

## 各国における囚人

### 日本
日本の刑事収容施設法では、被収容者と呼ばれる。日本の囚人服は現在灰色のジャンパー・ズボン型でごく普通の作業着である。